# Bundesrat (Österreich)
Der Bundesrat ist neben dem Nationalrat die zweite Kammer des österreichischen Parlaments. Er ist der Vertretungskörper der Länder auf Bundesebene. Der Vorsitzende des Bundesrates wird als Bundesratspräsident bezeichnet. Die Mandatare führen den Titel Mitglied des Bundesrates, gebräuchlich sind aber auch die Bezeichnungen Bundesrat bzw. Bundesrätin.
Sitz des Bundesrats ist das Parlamentsgebäude in Wien.

## Geschichte
Der Bundesrat wurde durch das am 10. Nov. 1920 wirksam gewordene und am 1. Oktober 1920 durch die Konstituierende Nationalversammlung beschlossene österreichische Bundesverfassungsgesetz, neben dem Nationalrat geschaffen. Dadurch bekam Österreich ein Zweikammersystem, anstatt dem bisherigen Einkammersystem der Nationalversammlung. Hierdurch fand auch die Verhandlungen zwischen den koalierenden Konservativen ("Schwarzen") und Sozialisten ("Roten") über die Staatsform, zwischen föderalem Bundesstaat einerseits und Einheitsstaat andererseits, ihren Schluss.

## Aufgaben

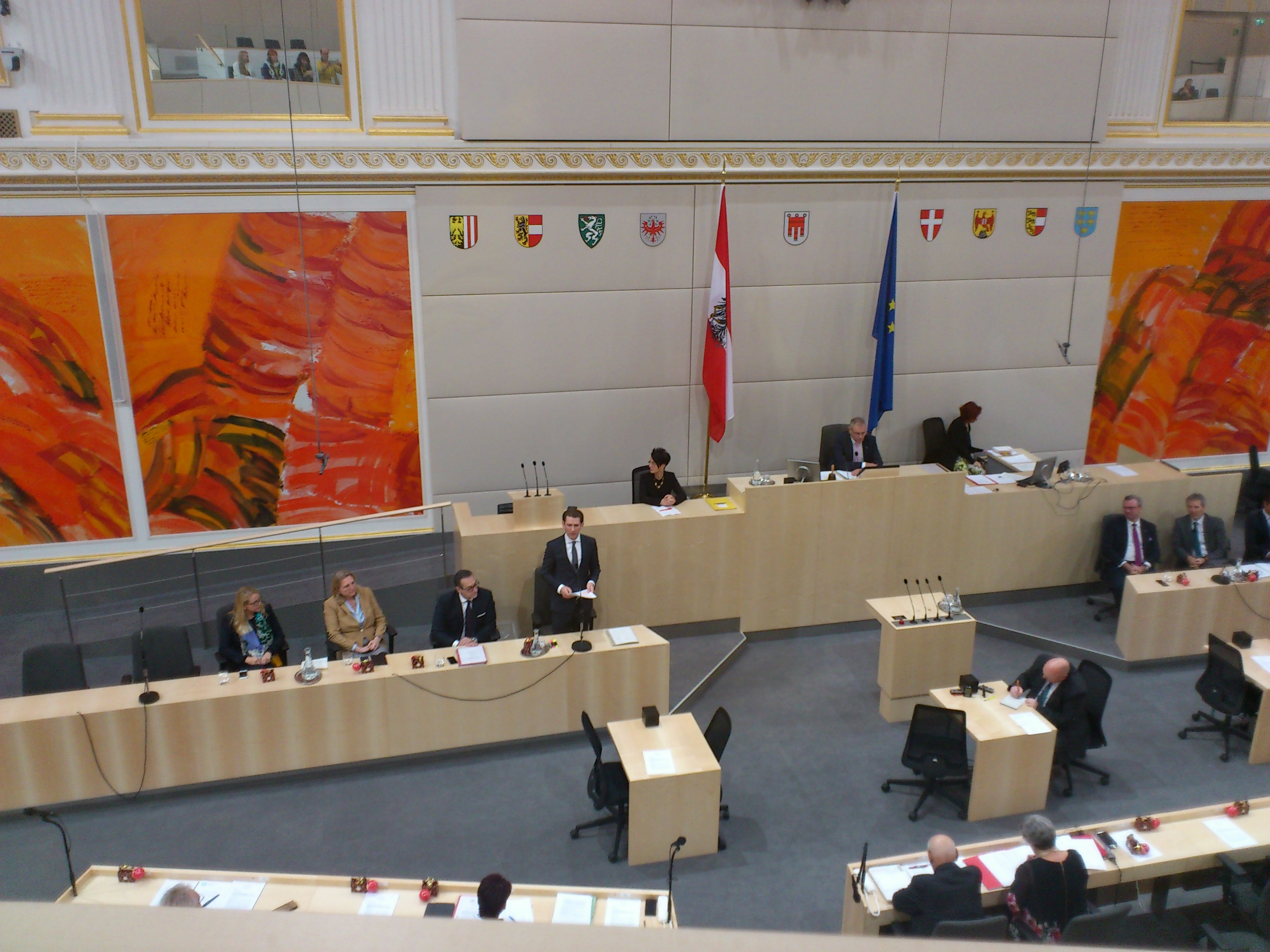
Bundeskanzler Sebastian Kurz bei der Regierungserklärung 2017 im Bundesrat. Redoutensaal in der Hofburg, Tagungsort während des Parlamentsumbaus

In der politischen Praxis hat der Bundesrat in Österreich nur sehr geringen Einfluss, da er in den allermeisten Fällen gegenüber dem Nationalrat nur ein suspensives (d. h. aufschiebendes) Vetorecht besitzt, das vom Nationalrat durch einen mit einfacher Mehrheit gefassten Beharrungsbeschluss übergangen werden kann. Er kann also Gesetze – bis auf wenige Ausnahmen – nur aufschieben.
Ein Zustimmrecht hat der Bundesrat in folgenden Fällen:
- Verfassungsgesetze und -bestimmungen, die die Kompetenzen der Länder einschränken: Zweidrittelmehrheit bei Anwesenheit der Hälfte der Mitglieder erforderlich, Art. 44 Abs. 2 Bundes-Verfassungsgesetz (B-VG)
- gesetzliche Bestimmungen, die die Rechte des Bundesrates selbst betreffen
- Staatsverträge, die Angelegenheiten des selbständigen Wirkungsbereiches der Länder regeln: unbedingte Mehrheit erforderlich, Art. 50 Abs. 4 B-VG

Verfassungsgesetze und -bestimmungen, welche Artikel 34 oder 35 des Bundes-Verfassungsgesetzes ändern, benötigen zudem gemäß Art. 35 Abs. 4 B-VG die Mehrheit der Vertreter von wenigstens vier Ländern im Bundesrat.
In manchen Angelegenheiten (z. B. Übertragung von Aufgaben der mittelbaren Bundesverwaltung in die unmittelbare Bundesverwaltung oder Änderung der Landesgrenzen) wirken die Länder auch direkt am Gesetzgebungsverfahren des Bundes mit.
Bei Verfassungsänderungen ist zudem eine Volksabstimmung durchzuführen, sofern ein Drittel der Mitglieder des Bundesrats dies verlangt.
Gemäß Art. 42 Abs. 5 B-VG hat der Bundesrat kein Mitwirkungsrecht bei Gesetzen, die einen der folgenden Punkte betreffen:
- Änderung der Geschäftsordnung des Nationalrates
- Auflösung des Nationalrates (vorzeitige Beendigung der Gesetzgebungsperiode)
- Finanzgesetzgebung (betreffend den Bundeshaushalt u. ä.)

Im Gegensatz zur Lage im deutschen Bundesrat gilt im österreichischen Bundesrat das freie Mandat. Jedes Mitglied des Bundesrates kann frei abstimmen, es gibt keinen Zwang zur Blockabstimmung in Fraktions- oder Länderblöcken.

## Zusammensetzung
Die Anzahl der Mitglieder pro Land wird gemäß Art. 34 Bundes-Verfassungsgesetz durch Entschließung des Bundespräsidenten nach jeder allgemeinen Volkszählung nach dem Verhältnis der Zahl der wohnhaften Staatsbürger der Länder zueinander festgelegt; dem Land mit den meisten wohnsitzhabenden Staatsbürgern kommen zwölf Sitze zu, jedem Land aber mindestens drei. 
1993 wurden insgesamt 64 Mitglieder festgelegt, 2002 waren es 62, seit dem 12. August 2013 61; seit dem 27. Juni 2023 hat der Bundesrat 60 Mitglieder.
Die einzelnen Bundesräte werden von den jeweiligen Landtagen in den Bundesrat entsandt und spiegeln in etwa die Zusammensetzung des jeweiligen Landtages wider. Dabei kommt der zweitstärksten Partei im jeweiligen Landtag zumindest ein Mitglied zu. Ansonsten erfolgt die Bestellung durch Verhältniswahl. Die Mitglieder des Bundesrates werden für die Dauer der Gesetzgebungsperiode des jeweiligen Landtages gewählt. Sie müssen nicht Mitglieder des jeweiligen Landtages sein, müssen zu diesem jedoch wählbar sein. Bundesräte sind aufgrund ihrer indirekten Bestellung im Gegensatz zu den Mitgliedern des Nationalrates und der Landtage keine Abgeordneten, auch wenn sie irrtümlich immer wieder so bezeichnet werden.
Die Mitglieder des Bundesrates sind – anders als im deutschen Bundesrat – nicht an Weisungen des jeweiligen Landtages oder der jeweiligen Landesregierung gebunden (freies Mandat). Sie genießen die Immunität, die ihnen durch den jeweiligen Landtag zukommt. Den Bundesratspräsidenten stellt, im halbjährlichen Wechsel der Länder, jeweils die stärkste Fraktion eines Landes. Dabei erfolgt der Vorsitzwechsel alphabetisch nach Land und korreliert mit jenem in der Landeshauptleutekonferenz.

### Zusammensetzung nach Parteien

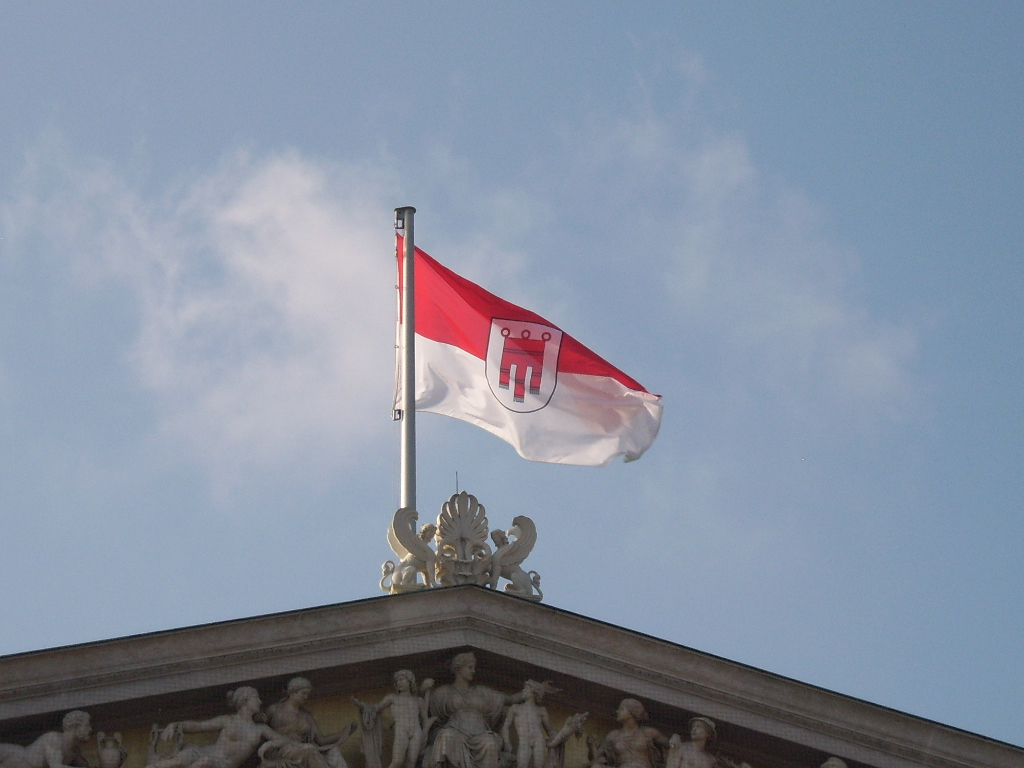
Die Vorarlberger Landesdienstflagge auf dem Giebel des Parlamentsgebäudes in Wien anlässlich der Vorsitzführung Vorarlbergs im Bundesrat im zweiten Halbjahr 2008

Mandatsverteilung nach Bundesland (Stand Juli 2025)

Bundesräte, die auf Grund von Vorschlägen derselben Partei durch die Landtage gewählt werden, haben das Recht, sich zu einer Fraktion zusammenzuschließen. Eine Fraktion setzt sich grundsätzlich aus fünf Bundesräten zusammen. Gruppierungen mit weniger Bundesräten benötigen die ausdrückliche Zustimmung des Bundesrates zur Erlangung des Fraktionsstatus. Zurzeit gibt es im Bundesrat Fraktionen von ÖVP, SPÖ und FPÖ. Die vier Mitglieder der Grünen und das eine Mitglied der NEOS sind im Bundesrat fraktionslos.
Der Bundesrat setzt sich gegenwärtig (mit Stand 24. November 2024) aus folgenden Gruppierungen zusammen:
| Land             | Gesamt | ÖVP | SPÖ | FPÖ | Grüne | NEOS |
| ---------------- | ------ | --- | --- | --- | ----- | ---- |
| Burgenland       | 3      | –   | 2   | 1   | –     | –    |
| Kärnten          | 4      | 1   | 2   | 1   | –     | –    |
| Niederösterreich | 12     | 5   | 3   | 3   | 1     | –    |
| Oberösterreich   | 10     | 5   | 2   | 2   | 1     | –    |
| Salzburg         | 4      | 2   | 1   | 1   | –     | –    |
| Steiermark       | 9      | 3   | 2   | 4   | –     | –    |
| Tirol            | 5      | 3   | 1   | 1   | –     | –    |
| Vorarlberg       | 3      | 2   | –   | 1   | –     | –    |
| Wien             | 10     | 1   | 5   | 2   | 1     | 1    |
| Gesamt           | 60     | 22  | 18  | 16  | 3     | 1    |

## Sitzungssäle des Österreichischen Bundesrates

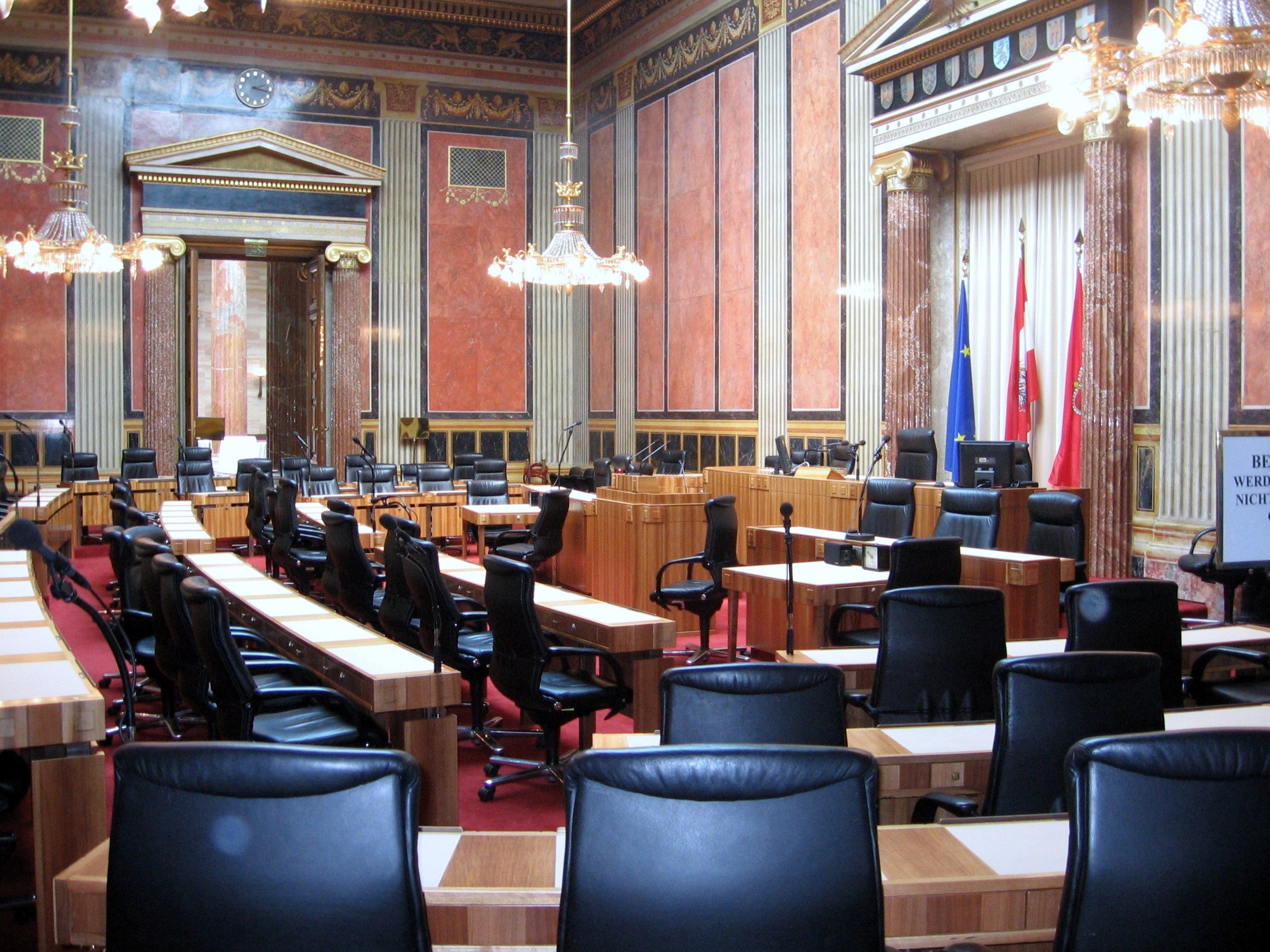
Früherer Sitzungssaal im Parlamentsgebäude vor der Renovierung
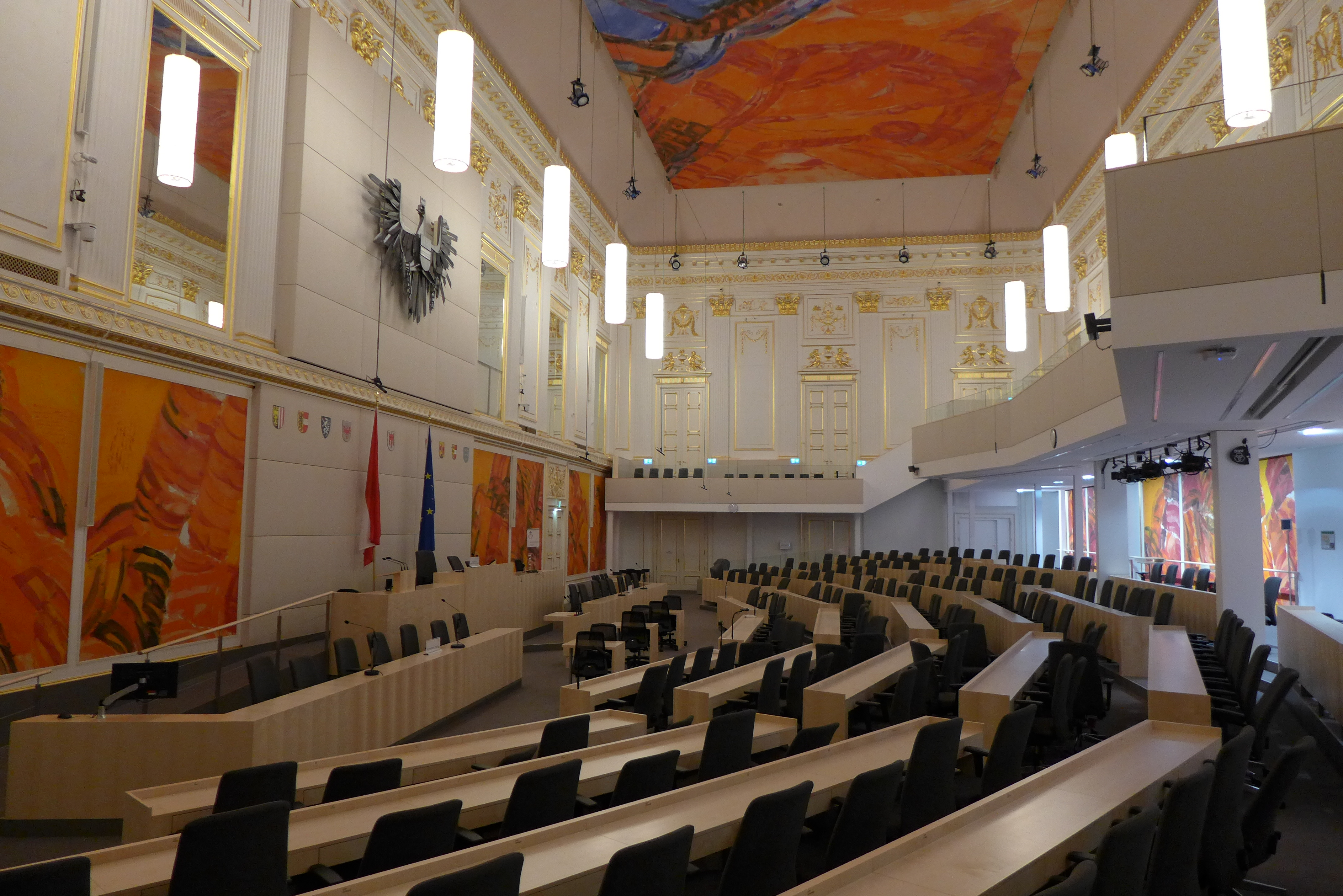
Provisorischer Sitzungssaal von National- und Bundesrat während der Renovierung des Parlamentsgebäudes von 2017 bis 2023
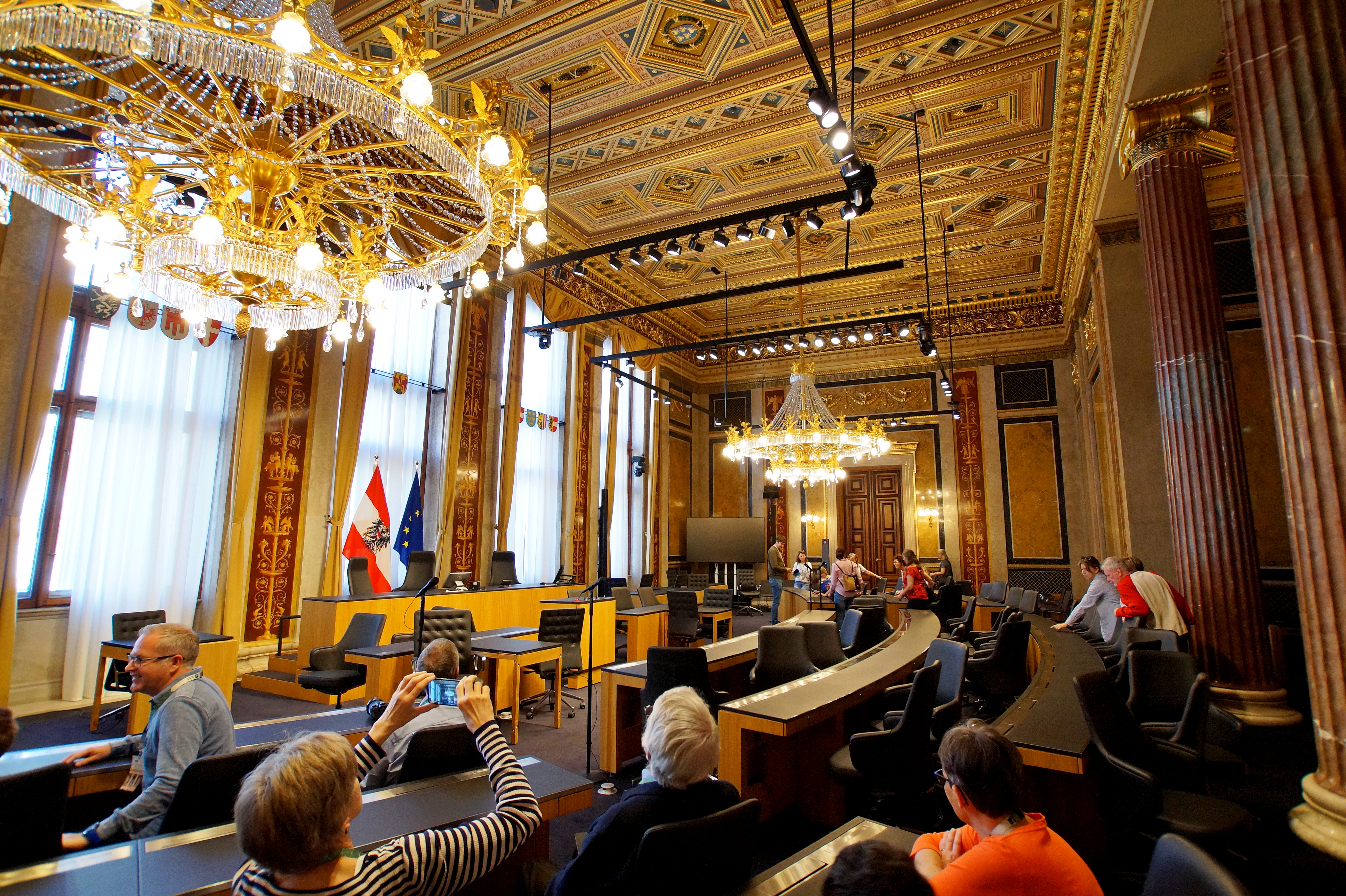
Neuer Sitzungssaal im Parlamentsgebäude nach der Renovierung

## Kritik
Die Sinnhaftigkeit des Bundesrates ist umstritten. Verschiedene politische Stimmen (vor allem der Länder) wollen eine Aufwertung des Bundesrats, seine Abschaffung oder allgemein eine Reform. Kritiker haben geäußert, der Bundesrat werde von den Parteien als politische Kaderschmiede missbraucht, um Jungpolitikern den ersten Kontakt mit der Bundespolitik zu ermöglichen. Er diene auch dazu, ungeliebte altgediente Nationalratsabgeordnete „wegzuloben“.
Als Argument für die Beibehaltung des Bundesrates ist eingewandt worden, dass Zweikammersysteme charakteristisch für Bundesstaaten seien, weil die Länder durch den Bundesrat eine Mitwirkung und damit einen gewissen Einfluss an der Bundesgesetzgebung haben. Würde der Bundesrat ersatzlos abgeschafft werden, sei das eine Gesamtänderung der Bundesverfassung, die nur mit einer qualifizierten Mehrheit im Nationalrat und einer verpflichtenden Volksabstimmung durchgeführt werden kann (Art. 44 Abs. 3 B-VG).
Im Februar 2019 verhinderte der Bundesrat erstmals in seiner Geschichte einen Gesetzesbeschluss. Eine Novelle des Ökostromgesetzes wurde abgelehnt, alle 21 SPÖ-Abgeordneten stimmten dagegen. Diese Ablehnung war möglich, weil das zur Abstimmung stehende Gesetz die Kompetenzen der Länder eingeschränkt hätte.

### Übergeordnete Länderkammern
- Rat der Europäischen Union
- Generalversammlung der Vereinten Nationen

### Beispiele für Länderkammern in anderen Staaten
- Bundesrat (Deutschland)
- Senat der Vereinigten Staaten